# RFLP
In biologia molecolare, la sigla RFLP (dall'inglese Restriction Fragment Length Polymorphism, polimorfismo da lunghezza dei frammenti di restrizione) viene utilizzata per indicare due concetti distinti: una caratteristica delle molecole del DNA che consente di distinguerle l'una dall'altra, grazie alle differenze nelle sequenze di nucleotidi che le compongono, e la tecnica di laboratorio che sfrutta tali caratteristiche per mettere a confronto le varie molecole di DNA. Tale tecnica viene utilizzata nella realizzazione di impronte genetiche e nei test di paternità.
Furono utilizzati per la prima volta negli anni ottanta e vennero tipizzati tramite Southern blot e ibridati con sonde marcate radioattivamente.

## Metodi
Di norma si provvede per prima cosa all'estrazione e alla purificazione del DNA da un campione individuale. Il DNA viene quindi sezionato in frammenti di restrizione mediante endonucleasi dette enzimi di restrizione, che attuano il taglio unicamente in corrispondenza di particolari sequenze nucleotidiche, specifiche per ogni enzima. I frammenti di restrizione vengono quindi separati per lunghezza mediante elettroforesi su gel d'agarosio. Successivamente attraverso la tecnica di ibridazione nota come Southern-Blot si identificano le bande determinate dall'ibridazione con sonde di sequenza nota marcate radioattivamente o attraverso fluorocromi. Le differenze tra i genotipi sono determinate dal numero di bande che compaiono utilizzando la stessa sonda per l'ibridazione e che è a sua volta determinato dal numero di siti di taglio presenti nella sequenza considerata.

## Risultati
La distanza tra le posizioni di taglio causate dagli enzimi di restrizione (i cosiddetti siti di restrizione) è variabile tra un individuo e l'altro, dando quindi luogo a variazioni nella lunghezza dei frammenti. Ciò si riflette in una diversa posizione di alcune bande sul gel, da cui il termine polimorfismo.

## Applicazioni
L'analisi delle variazioni di RFLP nei genomi è stato uno strumento fondamentale nella mappatura del genoma e nell'analisi delle malattie genetiche. Inizialmente i ricercatori basavano i loro studi sulla ricerca della posizione cromosomica del gene che determinava una particolare malattia, con questa tecnica si può analizzare il DNA dei membri di una famiglia affetta dalla malattia, per cercare RFLP sugli alleli che mostrano un pattern simile a quello ereditario della malattia. Una volta che il gene responsabile della malattia è stato localizzato, l'analisi degli RFLP potrebbero rivelare chi era a rischio per la malattia, o chi può essere un vettore di geni mutanti.
L'analisi di RFLP è stata anche la base per primi metodi di fingerprinting genetico, utile per l'identificazione dei campioni recuperati da scene del crimine, nella determinazione della paternità, e nella caratterizzazione della diversità genetica o di modelli di allevamento nelle popolazioni animali. Nel caso dei test di paternità la differenza di RFLP può essere usata per distinguere geneticamente due individui o mostrare le relazioni genetiche che intercorrono tra individui, in quanto i figli ereditano il materiale genetico dai propri genitori. Viene usato anche per determinare le relazioni che intercorrono tra le varie specie.

## Alternative
La tecnica per l'analisi RFLP è lenta e farraginosa. Richiede una grande quantità di DNA campione, ed i processi di costruzione della sonda, frammentazione del DNA, elettroforesi, blotting, ibridazione, lavaggio ed autoradiografia potrebbero richiedere fino a un mese per essere completata. I risultati del Progetto Genoma Umano hanno largamente sostituito la necessità di fare una mappatura degli RFLP, e l'individuazione di molti polimorfismi a singolo nucleotide (SNP) in quel progetto (che permettono, ad esempio, l'identificazione diretta di geni-malattia e  di molte mutazioni) ha sostituito la necessità dell'analisi degli RFLP legati a malattia. Al momento lo studio delle differenze della sequenza nucleotidica studiata mediante RFLP viene realizzato in modo più rapido mediante reazione a catena della polimerasi o PCR. L'amplificazione può essere diretta sul sito di restrizione alterato, ed i prodotti digeriti con l'enzima di restrizione.